# Giusto Monaco
Giusto Monaco (Syracuse, 13 november 1915 – Palermo, 14 februari 1994) was een hoogleraar klassieke filologie aan de universiteit van Palermo op Sicilië, Italië. Hij stimuleerde de opleiding theaterkunst en zag de kennis van theater uit de Klassieke Oudheid als opstap naar modern theater.

## Levensloop
Monaco liep school in Trapani en in Palermo aan het Garibaldi Lyceum, aangezien zijn vader verplaatst werd van de ene plek naar de andere als belastingambtenaar. Van 1933 tot 1937 studeerde hij Klassieke Talen in Pisa, in de Scuola Normale Superiore en aan de Universiteit van Pisa. Hij kreeg er les van Gentile, een Siciliaan die van Mussolini de opdracht kreeg de normaalschool in fascistische zin te hervormen. Monaco studeerde af in 1937 met een scriptie over keizer Septimius Severus.
Van 1937 tot 1947 was Monaco leraar Latijn en Oudgrieks op onregelmatige wijze, mede door het uitbreken van de Tweede Wereldoorlog. Monaco was achtereenvolgens leraar in Florence, Livorno en Sassari.
In 1947 keerde Monaco naar Palermo terug, naar de school waar hij leerling geweest was: het Lyceo Garibaldi. Monaco was er leraar Latijn en Grieks van 1947 tot 1962. Om den brode wierp hij zich op het schrijven van handboeken Latijn en Grieks, tezamen met anderen. De schoolboeken La produzione letteraria nell’antica Roma en Lingua latina werden lesmateriaal in lycea in heel Italië.
Tevens hield Monaco zich bezig, vanaf 1947, met het onderzoeken van theaterstukken; hij deed dit met zelfstudie. Aanvankelijk ging het om theaterstukken uit de Klassieke Oudheid, bijvoorbeeld Plautus. Later interesseerde hij zich ook aan modern theater en dit vanuit het perspectief vanuit de Klassieke Oudheid.
Monaco werd actief aan de universiteit van Palermo. Vanaf 1955 was hij er privaatdocent. In 1968 verwierf Monaco het hoogleraarschap en bekleedde hij de leerstoel Latijnse literatuur. Dit wisselde hij in 1977 met de leerstoel klassieke filologie. In 1986 ging hij met emeritaat.
In de jaren 1970 werd Monaco commissaris van de INDA, dit is het Istituto Nazionale del dramma antico. De fondsenwerving was zijn belangrijkste taak. Het regionaal bestuur van Sicilië trad op als geldschieter van INDA, via bemiddeling van Monaco. Van 1993 tot 1994 was Monaco nationaal voorzitter van de INDA.
Na zijn dood in 1994 schonk hij de duizenden boeken uit zijn privécollectie aan de universiteit van Palermo.

## Eerbewijzen
- Het stadsbestuur van Palermo noemde het park gelegen aan de Via Generale Carlo Alberto dalla Chiesa naar hem: het Parco Giusto Monaco.
- Een theaterschool in Palermo is naar hem genoemd.[6] De school biedt jonge theateracteurs een opleiding in Grieks theater, met optredens in het Grieks theater van Syracuse.
- In Sassari was een van zijn leerlingen Carlo Azeglio Ciampi, de latere president van Italië. Bij een officieel bezoek aan Syracuse in 2006 bracht president Ciampi een hommage aan zijn leraar Grieks Giusto Monaco. Hij herinnerde zich hoe deze hem de Idyllen van Theocritus onderwezen had.